# Plumosita
Tradicionalment la plumosita ha estat, i encara és, un mineral de la classe dels sulfurs.
Es tracta d'un mineral aprovat per l'Associació Mineralògica Internacional abans de la seva creació l'any 1959, però actualment és una espècie dubtosa. El terme plumosita acostuma a emprar-se com a sinònim d'altres espècies com la boulangerita, però de vegades també jamesonita, cosalita, zinkenita, dadsonita i fins i tot owyheeïta; normalment és el nom amb que el que es coneixen alguns d'aquests minerals que formen capil·lars dins de la matriu circumdant, amb fórmula general Pb₂Sb₂S₅.